# NGC 39

NGC 39

NGC 39 أو إن جي سي 39 مجرة حلزونية خافتة من القدر ( 13.5)  في كوكبة المرأة المسلسلة. من النوع SA(rs)c تبعد حوالي 225 مليون سنة ضوئية عن النظام الشمسي بناء على سرعتها الإنحسارية التي تبلغ 4855 كم/ثانية ويبلغ قطرها حوالي 80,000 سنة ضوئية اكتشفت المجرة في 2 نوفمبر 1790 من قبل عالم الفلك الألماني البريطاني فريدريش فيلهلم هيرشل.

## وصلات خارجية
- إن جي سي-39 على موقع ويكي سكاي: DSS2, SDSS, GALEX, IRAS, Hydrogen α, X-Ray, Astrophoto, Sky Map, Articles and images